# نجات سلیمان‌اف
نجات سلیمان‌اف (ترکی آذربایجانی: Nicat Süleymanov؛ زادهٔ ۱۵ نوامبر ۱۹۹۸) بازیکن فوتبال است.
وی همچنین در تیم‌های ملی فوتبال زیر ۱۷ سال جمهوری آذربایجان و زیر ۲۱ سال جمهوری آذربایجان بازی کرده‌است.